# 1. československá fotbalová liga 1978/1979
1. československá fotbalová liga 1978/1979 byla 53. ročníkem 1. československé ligy. V sezóně 1978–1979 tuto soutěž vyhrál klub ASVS Dukla Praha.

## Tabulka ligy
| Poř. | Tým                        | Z  | V  | R  | P  | VG | OG | B  |
| ---- | -------------------------- | -- | -- | -- | -- | -- | -- | -- |
| 1.   | ASVS Dukla Praha           | 30 | 18 | 5  | 7  | 65 | 24 | 41 |
| 2.   | TJ Baník Ostrava OKD       | 30 | 16 | 9  | 5  | 44 | 22 | 41 |
| 3.   | TJ Zbrojovka Brno          | 30 | 13 | 9  | 8  | 55 | 32 | 35 |
| 4.   | TJ Bohemians ČKD Praha     | 30 | 12 | 8  | 10 | 44 | 41 | 32 |
| 5.   | TJ Sparta ČKD Praha        | 30 | 12 | 7  | 11 | 43 | 37 | 31 |
| 6.   | TJ Inter Bratislava        | 30 | 11 | 8  | 11 | 40 | 34 | 30 |
| 7.   | SK Slavia IPS Praha        | 30 | 12 | 5  | 13 | 40 | 45 | 29 |
| 8.   | ASVŠ Dukla Banská Bystrica | 30 | 10 | 9  | 11 | 42 | 49 | 29 |
| 9.   | TJ ZŤS Košice              | 30 | 12 | 5  | 13 | 42 | 58 | 29 |
| 10.  | TJ Slovan CHZJD Bratislava | 30 | 8  | 12 | 10 | 35 | 32 | 28 |
| 11.  | TJ Lokomotíva Košice       | 30 | 11 | 6  | 13 | 47 | 48 | 28 |
| 12.  | TJ Spartak TAZ Trnava      | 30 | 7  | 13 | 10 | 34 | 37 | 27 |
| 13.  | TJ Jednota Trenčín         | 30 | 10 | 6  | 14 | 38 | 45 | 26 |
| 14.  | TJ Škoda Plzeň             | 30 | 9  | 8  | 13 | 27 | 47 | 26 |
| 15.  | TJ Tatran Prešov           | 30 | 7  | 11 | 12 | 24 | 51 | 25 |
| 16.  | TJ Sklo Union Teplice      | 30 | 8  | 7  | 15 | 30 | 48 | 23 |

## Rozpis ročníku

### 1. kolo
```
15.8.1978
```

Dukla Praha - Jednota Trenčín 4:0 (0:0)
G: 50´Pelc - 1:0 (A: Gajdůšek), 59´Rott - 2:0 (A: Vízek), 63´Nehoda - 3:0, 85´Nehoda - 4:0, R: Christov - Veverka, Živný, D: 4 000.
Dukla: Stromšík - Barmoš, Samek, Macela, Fiala, Rott, Pelc, Štambachr, Vízek, Nehoda, Gajdůšek; kouč: Vejvoda
Jednota: Macháč - Lintner, Lišaník, Moravčík, Gerhát, Hollý (77´Poruban), Sokol, Rusnák, Koronczi, Kovács (46´Švec), Ančic; kouč: Hložek
Zbrojovka Brno - Slovan Bratislava 1:1 (0:1)
G: Švehlík - 0:1, 58´Kroupa - 1:1, ŽK: Kroupa (Brno), R: Kmec, D: 13 000.
```
16.8.1978
```

Škoda Plzeň - Slavia Praha 1:1 (0:0)
G: 68´P.Herda - 0:1, 69´Dvořák - 1:1, R: Jursa, D: 8 000.
Spartak Trnava - VSS Košice 1:1 (1:1)
G: Zvarík - Ferančík, R: Fausek, D: 15 000.
Tatran Prešov - Sparta Praha 1:0 (0:0)
G: 71´Šálka - 1:0, ŽK: Hamřík (Sparta), R: Wencl, D: 8 000. 
Lokomotíva Košice - Sklo Union Teplice 4:1 (3:1)
G: 4´Farkaš - 1:0, 20´Kozák - 2:0, Jacko, Móder - 4:1 vs. Melichar, R: Pouček, D: 8 000.
Inter Bratislava - Baník Ostrava 0:2 (0:0)
G: 68´Lička - 0:1, 88´Lička - 0:2, R: Litoš, D: 4 000.
Bohemians Praha - Dukla Banská Bystrica 2:2 (1:2)
G: 17´Žitňár - 0:1, 22´Klouček - 1:1, 28´Daňko - 1:2, 50´Panenka z pokutového kopu - 2:2, R: Marko, D: 7 000.

### 2. kolo
```
20.8.1978
```

Tatran Prešov - Inter Bratislava 1:1 (1:1)
G: 5´Baláž - 1:0, 19´Brezík - 1:1, R: Szilvassi, D: 7 000.
Sklo Union Teplice - Spartak Trnava 0:0
R: Grégr, D: 5 000.
Baník Ostrava - Dukla Praha 0:1 (0:0)
G: 50´Jarolím - 0:1, R: Junek, D: 8 000.
Slavia Praha - Zbrojovka Brno 2:0 (2:0)
G: 11´Hotový - 1:0, 37´P.Herda - 2:0, R: Krchňák, D: 8 000.
Jednota Trenčín - Lokomotíva Košice 3:1 (2:0)
G: Koronczi - 1:0, Koronci - 2:0, 47´Kovács - 3:0, 87´Józsa - 3:1, R: Špalek, D: 4 000.
VSS Košice - Škoda Plzeň 2:1 (1:0)
G: Andrejko - 1:0, 54´Forman - 1:1, 61´Ferančík - 2:1, ŽK: Karafiát (Plzeň), R: Hora, D: 8 000.
Slovan Bratislava - Bohemians Praha 3:1 (1:0)
G: Varga - 1:0, Švehlík z pokutového kopu, Varadin - Panenka, ŽK: Klouček, Bouška (Bohemians), R: Veverka, D: 18 000.
Sparta Praha - Dukla Banská Bystrica 3:5 (1:2)
G: 28´Prostecký - 1:0, 44´Bednár - 1:1, 45´Žitňár - 1:2, 49´Vály - 1:3, 50´Horváth - 2:3, 56´Žitňár - 2:4, 65´Kotek - 3:4, 89´Mráz - 3:5, R: Řezníček, D: 10 000.

### 3. kolo
```
23.8.1978
```

Inter Bratislava - Sparta Praha 1:0 (1:0)
G: 16´Petráš - 1:0, R: Horbas, D: 4 500. 
Škoda Plzeň - Sklo Union Teplice 1:0 (1:0)
G: 29´Dvořák - 1:0, R: Kašprišin, D: 3 400.
Dukla Praha - Tatran Prešov 3:0 (2:0)
G: 9´Gajdůšek - 1:0, 39´Bilský - 2:0, 53´Samek - 3:0, ŽK: Baláž (Prešov), R: Marko, D: 4 000.
Spartak Trnava - Jednota Trenčín 2:0 (1:0)
G: 39´Čerešník - 1:0, 78´Kuna - 2:0, ŽK: Martinák (Trnava) - Janiš (Trenčín), R: Košár, D: 9 000.
Lokomotíva Košice - Baník Ostrava 4:1 (2:0)
G: 29´Jacko - 1:0, 33´Farkaš - 2:0, Repík, Móder vs. Němec, ŽK: Mantič (Lokomotíva), R: Fausek, D: 7 500.
Dukla Banská Bystrica - Slovan Bratislava 3:0
G: Kolkus z pokutového kopu - 1:0, Siládi - 2:0, Bednár - 3:0, R: Christov, D: 15 356.
Zbrojovka Brno - VSS Košice 6:1 (3:1)
G: Kroupa, Kroupa, Kopenec, Janečka, Dvořák, Pešice vs. Hoholko z pokutového kopu, ŽK: Hoholko (VSS), R: Duba, D: 14 000.
```
24.8.1978
```

Bohemians Praha - Slavia Praha 1:0 (0:0)
G: 61´Němec - 1:0, ŽK: Bouška, Prokeš (Bohemians) - Pauřík, Oboril, D.Herda (Slavia), R: Wencl, D: 15 000.

### 4. kolo
```
3.9.1978
```

Tatran Prešov - Lokomotíva Košice 2:0 (1:0)
G: 32´Sopko z pokutového kopu - 1:0, 75´Sopko - 2:0, ŽK: Švirloch (Prešov) - Seman (Lokomotíva), ČK: 34´Mantič (Lokomotíva), R: Litoš, D: 8 000.
Inter Bratislava - Dukla Praha 2:0 (0:0)
G: 49´Petráš - 1:0, 90´Novotný - 2:0, ŽK: Petráš (Inter) - Gajdůšek, Pelc (Dukla), R: Veverka, D: 4 000.
Jednota Trenčín - Škoda Plzeň 3:0 (0:0)
G: 47´Labay - 1:0, 49´Kovács - 2:0, 59´Poruban - 3:0, ŽK: Trněný (Plzeň), R: Pouček, D: 2 500.
VSS Košice - Bohemians Praha 3:2 (2:1)
G: 1´Ferančík - 1:0, 25´Němec - 1:1, 41´Gajdoš - 2:1, 61´Bičovský - 2:2, 66´Hodoško - 3:2, R: Junek, D: 6 500.
Baník Ostrava - Spartak Trnava 2:2 (0:0)
G: Knapp, Lička - Takács, Baďura, ŽK: Brath (Trnava), R: Hora, D: 4 000.
Sklo Union Teplice - Zbrojovka Brno 4:2 (1:0)
G: 35´Koubek - 1:0, 56´Weigend - 2:0, 70´Jarůšek - 2:1, 85´Bříza - 3:1, 87´Jarůšek - 3:2, 90´Pokluda - 4:2, ŽK: Dvořák (Zbrojovka), R: Szilvassy, D: 6 000.
```
4.9.1978
```

Sparta Praha - Slovan Bratislava 1:1 (0:0)
G: 61´Masný - 0:1, 77´Slaný z pokutového kopu - 1:1, R: Kmec, D: 12 000.
Slavia Praha - Dukla Banská Bystrica 4:1 (1:1)
G: 17´P.Herda - 1:0, 38´Daňko - 1:1, 48´Zvoda - 2:1, 70´P.Herda - 3:1, 85´Lubas - 4:1, R: Jursa, D: 15 000.

### 5. kolo
```
17.9.1978
```

Škoda Plzeň - Baník Ostrava 0:2 (0:0)
G: Albrecht - 0:1, Albrecht - 0:2, ŽK: Sloup (Plzeň) - Němec (Ostrava), R: Kosár, D: 3 000.
Lokomotíva Košice - Inter Bratislava 1:0 (1:0)
G: 8´Móder - 1:0, R: Špalek, D: 7 000.
Dukla Banská Bystrica - VSS Košice 2:0 (2:0)
G: 15´Majzlík - 1:0, 32´Pollák - 2:0, ŽK: Kunzo (Dukla) - Ferančík (VSS), R: Kašprišin, D: 6 000.
Spartak Trnava - Tatran Prešov 0:0
R: Duba, D: 9 000.
Zbrojovka Brno - Jednota Trenčín 4:0 (2:0)
G: 2x Jarúšek, Janečka, Kroupa, R: Grégr, D: 12 000.
Bohemians Praha - Sklo Union Teplice 3:1 (2:0)
G: 23´Němec - 1:0, 37´Klouček - 2:0, 63´Bříza - 2:1, 66´Panenka - 3:1, ŽK: Klouček, Němec (Bohemians) - Calta (Teplice), R: Horbas, D: 5 000.
Slovan Bratislava - Slavia Praha 4:1 (3:0)
G: Gӧgh - 1:0, Krištof - 2:0, Masný - 3:0, Herda - 3:1, Masný - 4:1, R: Řezníček, D: 11 000.
```
18.9.1978
```

Dukla Praha - Sparta Praha 3:0 (1:0)
G: 21´Nehoda - 1:0, 48´Bilský - 2:0, 66´Štambachr - 3:0, ŽK: Macela (Dukla) - Kotal (Sparta), R: Krchňák, D: 10 000.

### 6. kolo
```
24.9.1978
```

Baník Ostrava - Zbrojovka Brno 2:0 (1:0)
G: Němec - 1:0, Lička - 2:0, ŽK: Vojáček, Rygel (Ostrava) - Václavíček, Pospíšil, Kroupa, Dvořák (Brno), R: Kmec, D: 6 000.
Dukla Praha - Lokomotíva Košice 5:0 (3:0)
G: 8´Pelc - 1:0, 15´Vízek - 2:0, 22´Nehoda - 3:0, 47´Nehoda - 4:0, 85´Vízek - 5:0, ŽK: Suchánek (Lokomotíva), R: Christov, D: 3 000. Poznámka: Zdeněk Nehoda vstřelil svúj 100. a 101.gól v lize.
VSS Košice - Slovan Bratislava 3:2 (2:2)
G: Gajdoš, Babčan, Hodoško - 3:2 vs. Švehlík, Masný, ŽK: Masný, R: Litoš, D: 9 000.
Inter Bratislava - Spartak Trnava 1:1 (1:0)
G: 35´Ducký - 1:0, 53´Gašparík - 1:1, R: Pouček, D: 5 500.
Jednota Trenčín - Bohemians Praha 1:1 (0:0)
G: 53´Kovács - 1:0, 88´Němec - 1:1, ŽK: Lišaník (Trenčín) - Jakubec, Bouška (Bohemians), R: Wencl, D: 2 500.
Tatran Prešov - Škoda Plzeň 1:1 (1:0)
G: 42´Novák - 1:0, 90´Palička z pokutového kopu - 1:1, ŽK: Valíček (Prešov) - Pupp, Čaloun, Barát, Palička (Plzeň), ČK: 89´Sopko (Prešov), R: Marko, D: 4 000.  
Sklo Union Teplice - Dukla Banská Bystrica 3:2 (0:1)
G: 12´Mráz - 0:1, 52´Žitňár - 0:2, Černý - 1:2, Melichar - 2:2, 90´Tupec - 3:2, R: Vašout, D: 6 000.
```
25.9.1978
```

Sparta Praha - Slavia Praha 1:0 (0:0)
G: 50´Pauřík vlastný gól - 1:0, ŽK: Pospíšil (Sparta), R: Jursa, D: 10 000. Poznámka: v tomto zápase debutoval v 1.československej lige v drese Sparty Praha vo veku 18 rokov Jozef Chovanec.

### 7. kolo
```
7.10.1978
```

Slovan Bratislava - Sklo Union Teplice 0:0
R: Hora, D: 9 000.
Spartak Trnava - Dukla Praha 0:0
ŽK: Zelenský (Trnava) - Štambachr, Samek (Dukla), R: Řezníček, D: 15 000.
Bohemians Praha - Baník Ostrava 0:1 (0:0)
G: 71´Nemec - 0:1, R: Krchňák, D: 6 000. Poznámka: v 12´ nepremenil Panenka (Bohemians) pokutový kop
Lokomotíva Košice - Sparta Praha 1:0 (0:0)
G: 47´Móder - 1:0, R: Veverka, D: 3 500.
Zbrojovka Brno - Tatran Prešov 0:0
R: Junek, ŽK: Mačupa (Prešov), D: 14 000.
Dukla Banská Bystrica - Jednota Trenčín 2:1 (1:1)
G: 3´Siládi - 1:0, 40´Moravčík - 1:1, 52´Ondruš - 2:1, R: Szilvassy, D: 3 500.
Škoda Plzeň - Inter Bratislava 2:1 (1:1)
G: 4´Šilhavý - 1:0, 18´Bajza - 1:1, 83´Pupp - 2:1, ŽK: Fiala (Plzeň)- Poláček, Kalmán, Petráš (všetci Inter), R: Grégr, D: 2 000.
Slavia Praha - VSS Košice 4:2 (2:0)
G: 42´Zvoda - 1:0, 44´Zvoda - 2:0, 54´Herda z pokutového kopu - 3:0, 85´Hoholko - 3:1, 86´Juhász - 3:2, 90´Patlejch - 4:2, ŽK: Pauřík (Slavia) - Juhász (VSS), R: Špalek, D: 5 000.

### 8. kolo
```
14.10.1978
```

Dukla Praha - Škoda Plzeň 4:2 (1:1)
G: 19´Vízek - 1:0, 43´Forman - 1:1, 60´Pelc z pokutového kopu - 2:1, 68´Rott - 3:1, 79´Gajdůšek - 4:1, 89´Šilhavý - 4:2, ŽK: Palička (Plzeň), ČK: 81´Vízek (Dukla), R: Kašprišin, D: 2 500.
Tatran Prešov - Bohemians Praha 2:2 (0:0)
G: 62´Panenka - 0:1, 66´Bičovský - 0:2, 70´Šálka - 1:2, 72´Baláž - 2:2, ŽK: Novák, Sobota, Jozef (Prešov) - Valent, Klouček (Bohemians), R: Košár, D: 2 500.
```
15.10.1978
```

Lokomotíva Košice - Spartak Trnava 1:0 (0:0)
G: 52´Fecko - 1:0, ŽK: Martinák, Fandel (Trnava), R: Fausek, D: 7 000.
Inter Bratislava - Zbrojovka Brno 1:0 (1:0)
G: 3´Petráš - 1:0, R: Kmec, D: 4 100 div. 
Sparta Praha - VSS Košice 3:1 (2:0)
G: 7´Pospíšil - 1:0, 27´Kotek - 2:0, 81´Slaný vs. Hoholko z pokutového kopu, ŽK: Kotek (Sparta) - Babčan (VSS), R: Wencl, D: 6 000.
Jednota Trenčín - Slovan Bratislava 1:4 (1:1)
G: 13´Švehlík - 0:1, 45´Labay - 1:1, 60´Švehlík - 1:2, 64´Takáč - 1:3, 75´Novotný - 1:4, ŽK: Černil, Masný (Slovan), R: Litoš, D: 6 000. 
Baník Ostrava - Dukla Banská Bystrica 4:0 (2:0)
G: 45´Vojáček - 1:0, 45´Šreiner - 2:0. 50´Lička - 3:0, 64´Lička - 4:0, R: Christov, D: 14 000. 
Sklo Union Teplice - Slavia Praha 0:0 (nedohráno)
R: Marko, D: 8 000. Poznámka: Do 2.poločasu již mužstva pro mlhu nenastoupila. Setrvala v kabinách nejprve půl a potom celou hodinu, a když nebylo možno utkání dohrát, měli se dohodnout kapitáni na termínu. Tepličtí navrhovali úterý (17.10.), s čímž Slavia nesouhlasila, a tak o termínu nového střetnutí rozhodl STK výboru Fotbalového svazu ÚV ČSTV. Datum opakovaného utkáni byl stanoven na středu 18.10.
```
18.10.1978
```

Sklo Union Teplice - Slavia Praha 2:2 (1:2) - opakované utkání
G: Calta - 1:0, Nachtman - 1:1, 32´P.Herda - 1:2, 75´Melichar - 2:2, ŽK: Calta (Teplice) - Biroš, Patlejch, D.Herda (Slavia), R: Kmec, D: 5 000.

### 9. kolo
```
21.10.1978
```

VSS Košice - Sklo Union Teplice 1:0 (0:0)
G: 86´Andrejko - 1:0, R: Košár, D: 636. Poznámka: televizní utkání
```
22.10.1978
```

Slovan Bratislava - Baník Ostrava 0:0
R: Duba, D: 7 850. Poznámka: V 25´byl vystřídán rozhodčí Duba pro natažení lýtkového svalu. Píšťalky se chopil jeden z postranních rozhodčích Litoš.
Zbrojovka Brno - Dukla Praha 2:0 (1:0)
G: 36´ Jarůšek - 1:0, Kroupa - 2:0, R: Jursa, D: 18 000.
Spartak Trnava - Sparta Praha 1:1 (0:1)
G: 27´Slaný z pokutového kopu - 0:1, 53´Gašparík - 1:1, R: Junek, D: 5 000.
Bohemians Praha - Inter Bratislava 2:1 (1:0)
G: 35´Dobiaš z pokutového kopu - 1:0, 50´Klouček - 2:0, 55´Petráš z pokutového kopu - 2:1, R: Horbas, D: 6 000. 
Škoda Plzeň - Lokomotíva Košice 3:1 (2:1)
G: Jacko - 0:1, Korejčík, Korejčík, Šilhavý, ŽK: Korejčík, Barát (Plzeň) - Repík (Lokomotíva), R: Pouček, D: 1 100.
Dukla Banská Bystrica - Tatran Prešov 3:0 (2:0)
G: 24´Kotian - 1:0, 41´Kolkus - 2:0, 82´Kolkus - 3:0, R: Veverka, D: 3 300.
```
23.10.1978
```

Slavia Praha - Jednota Trenčín 1:0 (0:0)
G: 70´Lauda - 1:0, R: Szilvassy, D: 6 000.

### 10. kolo
```
28.10.1978
```

Lokomotíva Košice - Zbrojovka Brno 0:2 (0:0)
G: 52´Janečka - 0:1, 57´Došek - 0:2, ŽK: Suchánek (Lokomotíva) - Pospíšil (Brno), R: Wencl, D: 5 000.
Dukla Praha - Bohemians Praha 3:1 (1:1)
G: 6´Jakubec - 0:1, 18´Berger - 1:1, 49´Nehoda z pokutového kopu - 2:1, 88´Nehoda - 3:1, ŽK: Vízek, Berger (Dukla) - Dobiaš, Prokeš (Bohemians), R: Christov, D: 5 000.
Baník Ostrava - Slavia Praha 3:1 (2:0)
G: Antalík - 1:0, Šreiner - 2:0, Patlejch - 2:1, Albrecht - 3:1, R: Kasprišin, D: 3 000. Poznámka: televizní utkání
```
29.10.1978
```

Jednota Trenčín - VSS Košice 2:0 (1:0)
G: 3´Koronczi - 1:0, 75´Koronczi - 2:0, ŽK: Labay (Trenčín) - Lipnický (VSS), R: Řezníček, D: 2 000. 
Inter Bratislava - Dukla Banská Bystrica 4:0
G: Jurkemik, Jurkemik z pokutového kopu, Petráš, Bajza, R: Košár, D: 2 200.
Spartak Trnava - Škoda Plzeň 2:0 (2:0)
G: 7´Gašparík - 1:0, 15´Chlpek - 2:0, ŽK: Baďura (Trnava) - Palička (Plzeň), R: Horbas, D: 4 000. Poznámka: V 58´neproměnil Gašparík (Trnava) pokutový kop. 
Sparta Praha - Sklo Union Teplice 2:0 (0:0)
G: 80´Peclinovský - 1:0, 86´J.Chovanec - 2:0, ŽK: Soukup, Calta (Teplice), R: Špalek, D: 7 000. Poznámka: V 50´neproměnil Tupec (Teplice) pokutový kop.
Tatran Prešov - Slovan Bratislava 1:0 (1:0)
G: 19´Šálka - 1:0, ŽK: Švehlík, Varga (Slovan), R: Grégr, D: 4 500.

### 11. kolo
```
3.11.1978
```

Slovan Bratislava - Inter Bratislava 0:2 (0:0)
G: 57´Petráš - 0:1, 64´Hudec - 0:2, R: Wencl, D: 3 300.
```
4.11.1978
```

VSS Košice - Baník Ostrava 1:2 (1:2)
G: 16´Vojáček - 0:1, 21´Štafura - 1:1, 30´Rygel - 1:2, ŽK: Tamáš (VSS), R: Pouček, D: 3 500.
Dukla Banská Bystrica - Dukla Praha 2:1 (2:1)
G: 3´Žitňár - 1:0, 35´Gajdůšek - 1:1, 40´Kolkus z pokutového kopu - 2:1, ŽK: Kotian, Kolkus (B.Bystrica), R: Kmec, D: 7 000.
Bohemians Praha - Lokomotíva Košice 2:0 (2:0)
G: 8´Bičovský - 1:0, 40´Klouček - 2:0, R: Jursa, D: 6 000.
Zbrojovka Brno - Spartak Trnava 4:1 (1:0)
G: Janečka - 1:0, Janečka, Kotásek, Jarůšek vs. 66´Chlpek - 1:1, R: Litoš, D: 15 000. Poznámka: V 65´neproměnil Kroupa (Brno) pokutový kop. 
Škoda Plzeň - Sparta Praha 0:0
ŽK: Forman (Plzeň) - Vdovjak (Sparta), R: Christov, D: 4 000. 
Sklo Union Teplice - Jednota Trenčín 1:3
G: Weigend vs. Kovács, Kovács, Kovács - 1:3, R: Hora, D: 2 000.
Slavia Praha - Tatran Prešov 5:1 (4:0)
G: 4´D.Herda - 1:0, 16´Luža - 2:0, 25´P.Herda - 3:0, 36´P.Herda - 4:0, 72´D.Herda - 5:0, 84´Šálka - 5:1, R: Marko, D: 5 000.

### 12. kolo
```
11.11.1978
```

Spartak Trnava - Bohemians Praha 1:1 (1:0)
G: 25´Chlpek - 1:0, 87´Němec - 1:1, R: Špalek, D: 2 000. Poznámka: televizní utkání
```
12.11.1978
```

Tatran Prešov - VSS Košice 1:0 (0:0)
G: 60´Šálka - 1:0, ČK: 88´Štafura (VSS), R: Szilvássy, D: 3 500.
Lokomotíva Košice - Dukla Banská Bystrica 3:1 (2:0)
G: 24´Kozák - 1:0, Józsa - 2:0, Fecko vs. Žitňár, ŽK: Dobrovič (Lokomotíva), R: Krchňák, D: 3 500.
Baník Ostrava - Sklo Union Teplice 3:0 (1:0)
G: 35´Knapp - 1:0, 80´Vojáček - 2:0, 88´Radimec - 3:0, R: Grégr, D: 6 000.
Inter Bratislava - Slavia Praha 1:0 (1:0)
G: 44´Ducký - 1:0, R: Řezníček, D: 1 500.
Sparta Praha - Jednota Trenčín 3:0 (1:0)
G: 6´Pospíšil - 1:0, 66´Pospíšil - 2:0, 76´Stránský - 3:0, ŽK: Pospíšil (Sparta) - Rusnák, Ančic (Trenčín), R: Horbas, D: 6 000.
Škoda Plzeň - Zbrojovka Brno 1:3 (1:0)
G: 34´Palička z pokutového kopu - 1:0, Janečka - 1:1, Kotásek - 1:2, Horný - 1:3, ŽK: Süss (Plzeň) - Petrtýl (Brno), R: Hora, D: 4 000.
Dukla Praha - Slovan Bratislava 2:0 (2:0)
G: 36´Vízek - 1:0, 43´Nehoda - 2:0, ŽK: Macela (Dukla) - Bobek (Slovan), R: Veverka, D: 2 000.

### 13. kolo
```
16.11.1978
```

Slavia Praha - Dukla Praha 2:4 (1:1)
G: 4´Lauda - 1:0, 38´Pelc - 1:1, 51´Rott - 1:2, 73´Lauda - 2:2, 84´Gajdůšek - 2:3, 90´Gajdúšek - 2:4, ŽK: D.Herda, Luža, P.Herda (Slavia) - Gajdůšek, Pelc, Macela, Barmoš (Dukla), R: Litoš, D: 12 000.
```
18.11.1978
```

Jednota Trenčín - Baník Ostrava 1:1 (0:1)
G: 41´Lička - 0:1, 65´Kovács - 1:1, ŽK: Gerhát, Lintner (Trenčín) - Albrecht, Šreiner (Ostrava), R: Wencl, D: 2 000.
```
19.11.1978
```

VSS Košice - Inter Bratislava 3:1 (1:1)
G: 33´Ferančík - 1:0, Tamáš vlastní gól - 1:1, Norocký - 2:1, Hodoško - 3:1, ŽK: Petráš (Inter), R: Fausek, D: 1000.
Sklo Union Teplice - Tatran Prešov 4:0 (1:0)
G: Tupec - 1:0, Weigend - 2:0, Bříza - 3:0, Melichar - 4:0, R: Horbas, D: 2 000.
Dukla Banská Bystrica - Spartak Trnava 2:1 (1:0)
G: 42´Majzlík - 1:0, 58´Baďura - 1:1, 70´Kolkus - 2:1, ŽK: Pollák (Dukla) - Fandel, Gašparík (Trnava), R: Kašprišin, D: 5 000.
Slovan Bratislava - Lokomotíva Košice 3:2 (2:1)
G: 7´Jacko - 0:1, 21´Bojkovský - 1:1, 29´Masný - 2:1, 62´Józsa - 2:2, 81´Haraslín - 3:2, ŽK: Haraslín (Slovan), R: Košár, D: 1 700.
Zbrojovka Brno - Sparta Praha 1:1 (0:1)
G: Stránský - 0:1, Pešice z pokutového kopu - 1:1, ŽK: Horváth (Sparta), R: Veverka, D: 15 000.
Bohemians Praha - Škoda Plzeň 1:1 (1:0)
G: 29´Roubíček - 1:0, 55´P.Korejčík - 1:1, ŽK: Klouček (Bohemians) - Šilhavý (Plzeň), R: Marko, D: 8 000.

### 14. kolo
```
24.11.1978
```

Inter Bratislava - Sklo Union Teplice 1:3 (0:1)
G: 17´Bříza - 0:1, 64´Poláček - 1:1, 75´Tupec - 1:2, 78´Tupec - 1:3, R: Junek, D: 602.
```
25.11.1978
```

Tatran Prešov - Jednota Trenčín 1:2 (0:2)
G: 24´Ančic - 0:1, 32´Kovács - 0:2, 57´Šálka - 1:2, ŽK: Sopko, Švirloch (Prešov) - Gerhát, Rusnák (Trenčín), R: Grégr, D: 2 000. 
Lokomotíva Košice - Slavia Praha 6:0 (4:0)
G: 2´Ujhely - 1:0, Józsa, Józsa, Jacko - 4:0, Józsa z pokutového kopu - 5:0, Jacko - 6:0, R: Řezníček, D: 2 000.
Dukla Praha - VSS Košice 8:0 (2:0)
G: Pelc, Pelc, Pelc, Pelc, Nehoda, Nehoda z pokutového kopu, Vízek, Rott, ŽK: Lipnický (VSS), R: Jursa, D: 2 000.
Spartak Trnava - Slovan Bratislava 1:0 (0:0)
G: 80´Kuna - 1:0, R: Hora, D: 6 000.
Škoda Plzeň - Dukla Banská Bystrica 1:0 (0:0)
G: 73´Forman z pokutového kopu - 1:0, ŽK: Karako (Dukla), R: Krchňák, D: 2 000.
Zbrojovka Brno - Bohemians Praha 4:0 (3:0)
G: 25´Kroupa - 1:0, 37´Kopenec - 2:0, 40´Kroupa - 3:0, 85´Kroupa - 4:0, R: Horbas, D: 12 000.
Sparta Praha - Baník Ostrava 3:1 (1:1)
G: 15´Stránský - 1:0, 35´Němec - 1:1, 58´Peclinovský - 2:1, 62´Slaný z pokutového kopu - 3:1, ŽK: Šreiner (Baník), R: Szilvassy, D: 15 026.

### 15. kolo
```
2.12.1978
```

Bohemians Praha - Sparta Praha 2:1 (1:1)
G: 20´Slaný - 0:1, 28´Němec - 1:1, 72´Klouček - 2:1, ŽK: Klouček, Ondra (Bohemians) - Stránský (Sparta), R: Řezníček, D: 14 000.
```
3.12.1978
```

Sklo Union Teplice - Dukla Praha 0:3 (0:1)
G: 33´Soukup vlastní gól - 0:1, 80´Novák - 0:2, 89´Kříž - 0:3, R: Krchňák, D: 4 000. 
Slovan Bratislava - Škoda Plzeň 3:1 (1:0)
G: 38´Varadin - 1:0, 58´Palička - 1:1, 59´Takáč - 2:1, 67´Varadin - 3:1, R: Pouček, D: 2 000.
Dukla Banská Bystrica - Zbrojovka Brno 3:4 (1:2)
G: Žitňár, Paliatka, Borbély vs. Kroupa, Kroupa, Pešice, Pešice, R: Junek, D: 3 500.
VSS Košice - Lokomotíva Košice 2:1 (0:1)
G: Kozák - 0:1, Ferančík - 1:1, Babčan - 2:1, ŽK: Hodoško (VSS) - Seman, Józsa (Lokomotíva), R: Wencl, D: 8 000.
Jednota Trenčín - Inter Bratislava 2:1 (0:0)
G: 62´Koronczi - 1:0, 78´Koronczi - 2:0, 85´Ducký - 2:1, R: Christov, D: 3 000.
Slavia Praha - Spartak Trnava 2:2 (0:1)
G: 8´Gašparík - 0:1, 66´Veselý - 1:1, 69´Baďura - 1:2, 93´Patlejch - 2:2, ŽK: v utkání bylo uděleno 8 žlutých karet, R: Košár, D: 5 000.
Baník Ostrava - Tatran Prešov 4:0 (1:0)
G: 41´Šreiner - 1:0, 48´Knapp z pokutového kopu - 2:0, 51´Antalík - 3:0, 57´Šrubař - 4:0, R: Fausek, D: 3 500.

### 16. kolo
```
24.2.1979
```

Slovan Bratislava - Zbrojovka Brno 4:2 (4:1)
G: 8´Švehlík - 1:0, 14´Švehlík - 2:0, 16´Masný - 3:0, 24´Masný - 4:0, 25´Kotásek - 4:1, 85´Janečka - 4:2, ŽK: Kroupa (Brno), R: Litoš, D: 600. Poznámka: televizní utkání
Slavia Praha - Škoda Plzeň 2:0 (0:0)
G: 52´Příložný - 1:0, 69´Jurkanin - 2:0, R: Jursa, D: 5 000.
```
25.2.
```

Sparta Praha - Tatran Prešov 6:1 (4:0)
G: 4´Kotal - 1:0, 24´Stránský - 2:0, 37´Stránský - 3:0, 41´Kotal - 4:0, 58´Varga - 4:1, 64´Sopko vlastní gól - 5:1, 88´Kotal - 6:1, R: Veverka, D: 8 000.
Jednota Trenčín - Dukla Praha 0:1 (0:0)
G: 54´Štambachr - 0:1, ŽK: Štambachr (Dukla), R: Krchňák, D: 4 000.
Sklo Union Teplice - Lokomotíva Košice 1:0 (0:0)
G: 86´Suchánek vlastní gól - 1:0, R: Hora, D: 2 500. Poznámka: Za Lokomotívu hráli Jozef a Milan Suchánkovci. Zdroj neuvedl o kterého z bratrské dvojice se jednalo. 
Dukla Banská Bystrica - Bohemians Praha 0:3 (0:1)
G: 43´Němec - 0:1, 74´Vybíral - 0:2, 80´Panenka z pokutového kopu - 0:3, R: Horbas, D: 3 000.
Baník Ostrava - Inter Bratislava 3:0 (2:0)
G: 9´Šreiner - 1:0, 10´Lička - 2:0, 75´Lička - 3:0, ŽK: Jurkemik (Inter), R: Fausek, D: 3 000. Poznámka: Za stavu 3:0 neproměnil Antalík (Baník) pokutový kop.
ZŤS Košice - Spartak Trnava 3:3 (2:1)
G: Chlpek vlastní gól - 1:0, Gašparík - 1:1, Babčan - 2:1, Macúch z pokutového kopu - 2:2, Baďura - 2:3, Hoholko z pokutového kopu - 3:3, ŽK: Tamáš (ZŤS), R: Marko, D: 6 000. Poznámka: Domácí tím nastoupil do jarní části soutěže pod novým názvem ZŤS (bývalé VSS).

### 17. kolo
```
3.3.1979
```

Dukla Praha - Baník Ostrava 1:0 (0:0)
G: 47´Barmoš - 1:0, R: Szilvassy, D: 4 000.
```
4.3.1979
```

Lokomotíva Košice - Jednota Trenčín 3:1 (2:0)
G: 5´Józsa - 1:0, 24´Farkaš z pokutového kopu - 2:0, Kovács - 2:1, 70´Józsa - 3:1, R: Špalek, D: 6 000. Poznámka: V 70´ vstřelil Józsa 100. ligový gól v 157. ligovém utkání. Z trestného kopu poslal míč z 25m falšovanou bombou do šibenice.
Škoda Plzeň - ZŤS Košice 1:0 (0:0)
G: 83´Šilhavý - 1:0, ŽK: Hoholko (ZŤS), R: Hora, D: 3 000.
Bohemians Praha - Slovan Bratislava 1:0 (1:0)
G: 24´Dobiaš z pokutového kopu - 1:0, ŽK: Vybíral (Bohemians) - Varadin (Slovan), R: Kmec, D: 11 000.
Spartak Trnava - Sklo Union Teplice 3:1 (2:0)
G: Dian, Dian, Martinák vs. Šourek, ŽK: Martinák (Trnava) - Senický (Teplice), R: Grégr, D: 10 000.
Dukla Banská Bystrica - Sparta Praha 2:0 (0:0)
G: 69´Majzlík - 1:0, 75´Kotian - 2:0, R: Christov, D: 3 000.
Inter Bratislava - Tatran Prešov 1:1 (1:0)
G: Luprich z pokutového kopu - 1:0, Šálka - 1:1, R: Litoš, D: 3 000. Poznámka: V 71´ neproměnil Sobota (Prešov) za stavu 1:1 pokutový kop. 
Zbrojovka Brno - Slavia Praha 2:0 (1:0)
G: 10´Janečka - 1:0, 50´Horný - 2:0, ŽK: Mazura (Brno) - D.Herda (Slavia), ČK: D.Herda (Slavia), R: Marko, D: 25 000.

## Soupisky mužstev

### ASVS Dukla Praha
Jaroslav Netolička (9/0/5),
Karel Stromšík (21/0/11) –
Jozef Barmoš (26/1),
Jan Berger (15/2),
Ivan Bilský (23/3),
Jan Fiala (29/0),
Miroslav Gajdůšek (29/9),
Karel Jarolím (4/1),
Tomáš Kříž (7/1),
Luděk Macela (28/0),
František Mikulička (3/0),
Peter Mráz (1/0),
Zdeněk Nehoda (25/17),
Josef Novák (8/1),
Stanislav Pelc (25/9),
Oldřich Rott (28/6),
Václav Samek (30/1),
František Štambachr (28/2),
Ladislav Vízek (26/11) –
trenér Jaroslav Vejvoda, asistent Jan Brumovský

### TJ Baník Ostrava OKD
Pavel Mačák (9/0/6),
Pavol Michalík (19/0/8),
František Schmucker (3/0/1) –
Milan Albrecht (29/8),
Augustín Antalík (29/4),
Josef Foks (21/0),
Lubomír Gala (4/0),
Lubomír Knapp (29/5),
Verner Lička (30/11),
Jozef Marchevský (10/0),
Petr Němec (22/5),
Václav Pěcháček (9/0),
Libor Radimec (30/1),
Zdeněk Rygel (29/1),
Lubomír Šrámek (10/0),
Zdeněk Šreiner (30/5),
Dušan Šrubař (21/2),
Rostislav Vojáček (26/3),
Petr Zajaroš (6/0) –
trenér Evžen Hadamczik

### TJ Zbrojovka Brno
Eduard Došek (4/0/1),
Josef Hron (27/0/9) –
Bohumil Augustin (1/0),
Libor Došek (26/2),
Jiří Dvořák (2/0),
Karel Dvořák (22/2),
Jiří Hajský (2/0),
Štefan Horný (21/3),
Petr Janečka (29/11),
Karel Jarůšek (22/7),
Jan Kopenec (26/2),
Augustin Košař (13/0),
Vítězslav Kotásek (23/4),
Karel Kroupa (26/17),
Petr Marčík (8/1),
Josef Mazura (29/0),
Josef Pešice (14/4),
Jaroslav Petrtýl (26/0),
Josef Pospíšil (15/0),
Karel Skála (1/0),
Jindřich Svoboda (14/1),
Rostislav Václavíček (30/0) –
trenér Josef Masopust, asistent Viliam Padúch

### TJ Bohemians ČKD Praha
Vladimír Borovička (12/0/3),
Zdeněk Hruška (18/0/4) –
Josef Bartoš (6/0),
Přemysl Bičovský (19/3),
Svatopluk Bouška (20/0),
Milan Čermák (12/2),
Karol Dobiaš (24/5),
Vladimír Hruška (13/1),
František Jakubec (30/1),
Pavel Klouček (27/10),
Jiří Kotrba (15/1),
Karel Mastník (11/0),
Vladimír Mazánek (4/0),
Miroslav Mlejnek (2/0),
Jaroslav Němec (26/7),
Jiří Ondra (19/4),
Antonín Panenka (30/7),
Zdeněk Prokeš (26/0),
Jiří Rosický (15/0),
Karel Roubíček (23/1),
Miroslav Valent (17/0),
Rostislav Vybíral (10/1) –
trenéři Josef Zadina (1.–12. kolo), Tomáš Pospíchal (13.–15. kolo a 21.–30. kolo), Josef Zadina a Ladislav Ledecký (16.–20. kolo), asistenti Josef Zadina a Ladislav Ledecký

### TJ Sparta ČKD Praha
Ján Cepo (5/0/0),
Miroslav Koubek (17/0/5),
Miroslav Stárek (8/0/1) –
Miloš Beznoska (8/0),
Jan Bušek (1/0),
Zdeněk Caudr (20/0),
Jiří Hamřík (9/0),
Jozef Horváth (15/1),
František Chovanec (14/0),
Jozef Chovanec (25/3),
Zdeněk Just (5/0),
Josef Kejmar (5/0),
Václav Kotal (15/7),
Jaroslav Kotek (24/2),
Miloš Kudyn (2/0),
Zdeněk Peclinovský (28/2),
Jan Pospíšil (27/3),
Antonín Princ (22/0),
Ladislav Prostecký (9/1),
Josef Raška (27/2),
Petr Slaný (27/11),
Tomáš Stránský (24/7),
Zdeněk Ščasný (15/0),
Vladimír Vankovič (5/0),
Milan Vdovjak (20/1) –
trenér Jiří Rubáš, asistent Milan Kollár

### TJ Inter Slovnaft Bratislava
Miroslav Kovařík (19/0/6),
Jan Poštulka (11/0/4) –
Jozef Bajza (27/4),
Karol Brezík (30/3),
Rudolf Ducký (30/5),
Ladislav Hudec (27/5),
Ladislav Jurkemik (30/6),
František Kalmán (25/0),
Peter Luprich (11/2),
Peter Michalec (15/0),
Marián Novotný (26/1),
Kamil Pajer (8/0),
Ladislav Petráš (28/8),
Peter Poláček (25/1),
Ladislav Repáčik (4/0),
Jozef Stipanitz (1/0),
Jaroslav Šimončič (28/2),
Ján Tršo (14/2),
Ľubomír Zrubec (6/0) –
trenér Michal Vičan, asistent Ottmar Deutsch

### SK Slavia Praha IPS
Milan Veselý (2/0/0),
František Zlámal (29/0/7) –
Pavol Biroš (6/0),
František Cipro (25/0),
Dušan Herda (25/3),
Peter Herda (26/11),
Zbyněk Hotový (16/2),
Miroslav Janů (2/0),
Josef Jurkanin (5/1),
Vladislav Lauda (30/5),
Ivo Lubas (27/3),
Ján Luža (23/1),
Miloš Michovský (2/0),
Karel Nachtman (29/2),
Jozef Oboril (9/0),
František Patlejch (22/3),
Miroslav Pauřík (20/0),
Štefan Pavlíček (2/0),
Josef Pešice (15/2),
Miroslav Příložný (12/2),
Zdeněk Schovánek (1/0),
Petr Sýkora (6/0),
Bronislav Šimša (1/0),
František Veselý (20/2),
Jiří Zamazal (2/0),
Ľubomír Zvoda (23/3) –
trenéři Jaroslav Jareš, od 27. kola i Bohumil Musil, asistenti Alois Jonák a Miloš Urban

### ASVŠ Dukla Banská Bystrica
Dušan Boroš (13/0/2),
Ján Veselý (17/0/6) –
Vladimír Bednár (25/2),
Ladislav Borbély (13/1),
Andrej Daňko (18/2),
Jozef Grík (3/0),
Jaroslav Kališ (16/0),
Dezider Karako (9/0),
Ján Kocian (9/1),
Emil Kolkus (30/10),
Michal Kopej (23/0),
Jaroslav Kotian (16/2),
Jozef Kubica (12/3),
František Kunzo (25/0),
Jozef Majzlík (29/4),
Peter Mráz (11/2),
Anton Ondruš (13/1),
Milan Paliatka (10/1),
Jaroslav Pollák (28/1),
Dezider Siládi (15/2),
Ivan Šimček (18/0),
Karol Vály (19/3),
Ján Zuzčin (1/0),
Ľudovít Žitňár (14/7) –
trenér Oldřich Bříza, asistenti Peter Benedik a Zdeněk Michna

### TJ ZŤS Košice
Ján Baranec (16/0/1),
Ivan Žiak (18/0/1) –
Bohumil Andrejko (22/5),
Andrej Babčan (28/4),
Martin Benko (14/1),
Milan Ferančík (28/4),
Ján Gajdoš (24/6),
Dušan Galis (5/0),
Jozef Grík (12/2),
Štefan Hodoško (19/3),
František Hoholko (28/6),
Václav Chovanec (13/0),
Ladislav Juhász (10/1),
Štefan Jutka (20/0),
Ján Kuchár (16/1),
Ladislav Lipnický (30/0),
Ivan Nemčický (3/0),
Jozef Norocký (14/1),
Jozef Štafura (22/1),
Ladislav Tamáš (30/0) –
trenéři Ján Gajdoš (1.–5. kolo) a Viliam Novák (6.–30. kolo), asistent Ján Gajdoš

### TJ Slovan CHZJD Bratislava
Jozef Hroš (11/0/0),
Milan Mana (14/0/6),
Tibor Matula (6/0/2) –
Rudolf Bobek (18/1),
Pavol Bojkovský (28/3),
Jozef Čapkovič (10/0),
Jaroslav Černil (19/1),
Marián Elefant (6/0),
Dušan Galis (3/0),
Koloman Gögh (28/1),
Ján Haraslín (7/1),
Ján Hikl (14/0),
Ján Hodúr (16/1),
Karol Krištof (15/1),
Ľuboš Macháč (1/0),
Peter Matovič (1/0),
Marián Masný (30/8),
Juraj Novotný (16/1),
Anton Ondruš (14/1),
Ivan Pekárik (12/1),
Ján Švehlík (27/8),
Marián Takáč (24/3),
Vojtech Varadin (30/3),
Štefan Varga (14/1),
Jaroslav Vida (5/0),
Alfonz Višňovský (8/0) –
trenér Anton Malatinský, asistent Ivan Hrdlička

### TJ Lokomotíva Košice
Stanislav Seman (30/0/7) –
Viliam Barényi (2/0),
Pavol Biroš (15/0),
Vladimír Dobrovič (30/0),
Gejza Farkaš (29/4),
Peter Fecko (29/5),
Stanislav Izakovič (1/0),
Peter Jacko (30/7),
Ladislav Józsa (24/12),
Zdeno Kosť (1/0),
Ján Kozák (30/5),
Jozef Kubašovský (2/0),
Peter Lovacký (6/0),
Ondrej Mantič (25/0),
Jozef Móder (27/8),
Pavol Pizúr (2/0),
Jiří Repík (24/1),
Jozef Suchánek (29/1),
Milan Suchánek (9/0),
Dušan Ujhely (27/3) –
trenér Michal Baránek (podzim 1978, 1.–15. kolo), Jozef Jankech (jaro 1979, 16.–30. kolo), asistent Ján Paulinský

### TJ Spartak TAZ Trnava
Dušan Keketi (30/0/9),
František Kozinka (1/0/0) –
Ľudovít Baďura (23/4),
Jozef Brath (4/0),
Marián Brezina (10/1),
Milan Čerešník (17/2),
Jozef Dian (19/2),
Alojz Fandel (25/0),
Michal Gašparík (22/9),
Vladimír Gerič (17/1),
František Gomola (2/0),
Miroslav Chlpek (28/4),
Miloš Klinka (10/0),
Ján Kolárik (9/0),
Ladislav Kuna (28/4),
Peter Macúch (26/1),
Viliam Martinák (28/2),
Ondrej Takács (13/1),
Peter Zelenský (28/0),
Milan Zvarík (27/1) –
trenér Valerián Švec, asistent Kamil Majerník

### TJ Jednota Trenčín
Vladimír Kišša (3/0/1),
Jaroslav Macháč (27/0/6) –
Peter Ančic (26/6),
Miroslav Gerhát (27/0),
Jozef Hollý (28/1),
Jozef Hrušovský (13/0),
Libor Janiš (9/0),
Ján Kapko (8/0),
František Koronczi (18/6),
Eduard Kotián (1/0),
Alexander Kovács (30/14),
Štefan Labay (27/4),
Miloš Lintner (24/1),
Milan Lišaník (26/0),
Ladislav Mackura (12/0),
Ján Moravčík (30/1),
Vladimír Poruban (2/1),
Pavol Poruban (6/0),
Vladimír Rusnák (30/1),
Juraj Řádek (15/1),
Milan Sokol (9/0),
Ján Švec (5/0),
Vojtech Vaszily (5/0) –
trenér Arnošt Hložek, asistenti Štefan Hojsík a Vojtech Masný

### TJ Škoda Plzeň
Josef Čaloun (30/0/7) –
František Barát (27/1),
Antonín Dvořák (30/8),
Jaromír Fiala (17/0),
Milan Forman (29/5),
Michal Jelínek (3/0),
Pavel Karafiát (11/0),
Milan Kopřiva (9/0),
Pavel Korejčík (23/3),
Václav Korejčík (5/0),
Vlastimil Palička (25/3),
Zdeněk Pupp (27/1),
Lubomír Rejda (24/0),
Jiří Sloup (22/1),
František Sudík (20/0),
Karel Süss (22/0),
Karel Šilhavý (25/4),
Zdeněk Trněný (22/1),
Bohuslav Vojta (5/0) –
trenér Svatopluk Pluskal

### TJ Tatran Prešov
Ján Cepo (6/0/1),
Jaroslav Červeňan (23/0/8), 
Jozef Repka (2/0/1) –
Jozef Baláž (25/2),
Stanislav Baran (6/0),
Michal Baránek (2/0),
Jozef Bubenko (20/1),
Alexander Comisso (21/0),
Stanislav Čech (9/0),
Jaroslav Fedorišin (11/0),
Jozef Ferenc (11/0),
Marián Jozef (19/0),
Jozef Mačupa (15/0),
Bartolomej Majerník (29/0),
Igor Novák (27/1),
Jozef Prno (5/0),
Jozef Sobota (24/1),
Miroslav Sopko (21/2),
Jozef Šálka (28/13),
Ľubomír Švirloch (27/0),
Andrej Valíček (25/0),
Štefan Varga (15/1) –
trenéři Vojtech Malaga (1.–15. kolo) a Michal Baránek (16.–30. kolo), asistent Gejza Sabanoš

### TJ Sklo Union Teplice
Vladimír Počta (15/0/6),
Jiří Sedláček (15/0/3) –
Jaroslav Bříza (27/6),
Vlastimil Calta (15/1),
Alexandr Černý (7/1),
Jiří Douda (10/0),
Josef Fišer (20/1),
František Franke (17/0),
Zdeněk Koubek (26/1),
Jiří Kroupa (3/0),
Jaroslav Melichar (30/4),
Jaromír Mixa (8/0),
Zdeněk Pichner (26/1),
Lubomír Pokluda (18/1),
Václav Senický (27/0),
Pavel Soukup (12/0),
Jiří Šidák (15/1),
Jiří Šourek (25/5),
Jiří Tupec (15/4),
Vladimír Vlk (9/0),
František Weigend (30/3) –
trenér Karel Bílek, asistent Karel Vytisk